# Abdelkarim Fergat
Abdelkarim Fergat (in arabo عبد الكريم فرقات‎?; Algeri, 2 marzo 1994) è un lottatore algerino, specializzato nella lotta greco-romana.

## Biografia
È stato campione continentale ai campionati africani per tre edizioni consecutive Port Harcourt 2018, Hammamet 2019 e Algeri 2020 nella categoria -55 kg.
Alla Coppa del mondo individuale di Belgrado 2020, evento che ha sostituito i campionati mondiali, cancellati a causa dell'emergenza sanitaria causata dalla Pandemia di COVID-19, ha vinto la medaglia di bronzo.
Ha rappresentato l'Algeria ai Giochi olimpici estivi di Tokyo 2020, piazzandosi 13º nel torneo degli 60 kg.
Ha fatto la sua seconda apparizione olimpica a Parigi 2024, dove è stato eliminato agli ottavi dall'iraniano Mehdi Mohsennejad.

## Palmarès
| Anno | Manifestazione                     | Sede                 | Evento   | Risultato | Note |
| ---- | ---------------------------------- | -------------------- | -------- | --------- | ---- |
| 2014 | Campionati africani junior         | Alessandria d'Egitto | GR 50 kg | Oro       |      |
| 2014 | Campionati del Mediterraneo junior | Kanjiža              | LL 50 kg | Oro       |      |
| 2014 | Campionati del Mediterraneo junior | Kanjiža              | GR 50 kg | Oro       |      |
| 2014 | Mondiali junior                    | Zagabria             | GR 50 kg | 12º       |      |
| 2015 | Campionati arabi                   | El Jadida            | GR 59 kg | Argento   |      |
| 2018 | Campionati africani                | Port Harcourt        | GR 55 kg | Oro       |      |
| 2018 | Campionati del Mediterraneo        | Algeri               | GR 55 kg | Oro       |      |
| 2018 | Mondiali militari                  | Mosca                | GR 55 kg | 6º        |      |
| 2018 | Mondiali                           | Budapest             | GR 55 kg | 13º       |      |
| 2019 | Campionati africani                | Hammamet             | GR 55 kg | Oro       |      |
| 2019 | Mondiali                           | Nur-Sultan           | GR 55 kg | 12º       |      |
| 2020 | Campionati africani                | Algeri               | GR 55 kg | Oro       |      |
| 2021 | Giochi olimpici                    | Tokyo                | GR 60 kg | 13º       |      |
| 2021 | Mondiali militari                  | Teheran              | GR 60 kg | Bronzo    |      |
| 2022 | Campionati africani                | El Jadida            | GR 63 kg | Oro       |      |
| 2022 | Giochi della solidarietà islamica  | Konya                | GR 60 kg | 7º        |      |
| 2022 | Mondiali                           | Belgrado             | GR 60 kg | 27º       |      |
| 2023 | Giochi panarabi                    | Algeri               | GR 60 kg | Bronzo    |      |
| 2024 | Giochi panafricani                 | Accra                | GR 60 kg | Bronzo    |      |
| 2024 | Giochi olimpici                    | Parigi               | GR 60 kg | 16º       |      |

## Altre competizioni internazionali
2020
- Bronzo nella lotta greco-romana 55 kg nella Coppa del mondo individuale ( Belgrado)

2021
- Argento nella lotta greco-romana 60 kg nel Torneo afro-oceanico di qualificazione olimpica ( Hammamet)

2024
- Oro nella lotta greco-romana 60 kg nel Torneo afro-oceanico di qualificazione olimpica ( Alessandria d'Egitto)